# 2020~2021년 남서인도양 사이클론
이 문서는 2020년부터 2021년까지 발생하는 남서인도양에 발생하는 사이클론에 대해 기록하고 있다. 현재까지 총 12개의  사이클론이 발생하였다.

## 통계

### 사이클론 이름
| - 제1호 사이클론 알리시아(사용함) - 제2호 사이클론 봉고요(사용함) - 제3호 사이클론 찰레인(사용함) - 제4호 사이클론 다닐로(사용함) - 제5호 사이클론 엘로이제(사용함) - 제6호 사이클론 조슈아(사용함) - 제7호 사이클론 파라지(사용함) - 제8호 사이클론 괌베(사용함) - 제9호 사이클론 마리안(사용함) - 제10호 사이클론 하바나(사용함) - 제11호 사이클론 아이만(사용함) - 제12호 사이클론 조보(사용함) |

## 같이 보기
- 2020년 태풍
- 2021년 태풍
- 2020년 북인도양 사이클론
- 2021년 북인도양 사이클론
- 2020년 동태평양 허리케인
- 2021년 동태평양 허리케인
- 2020년 북대서양 허리케인
- 2021년 북대서양 허리케인
- 2020~2021년 오스트레일리아 근해 사이클론